# N807 (België)
De N807 is een gewestweg in de Belgische provincie Luxemburg. De route verbindt Grandmenil (N806) met Hotton (N86 N833). De route heeft een lengte van ongeveer 19 kilometer en bestaat uit twee rijstroken voor beide rijrichtingen samen.

## Plaatsen langs de N807
- Grandmenil
- Érezée
- Fisenne
- Soy
- Hotton